# Lilli-Anne
Lilli-Anne is een plaats in de Estlandse gemeente Võru vald, provincie Võrumaa. De plaats heeft de status van dorp (Estisch: küla) en telt 47 inwoners (2021).
Lilli-Anne lag tot in oktober 2017 in de gemeente Sõmerpalu. In die maand werd deze gemeente bij de gemeente Võru vald gevoegd.
De Põhimaantee 2, de hoofdweg van Tallinn via Tartu naar de Russische grens, loopt langs Lilli-Anne.

## Geschiedenis
De naam Lilli-Anne is afgeleid van de Estische namen voor twee landgoederen: Lilli (Duits: Lühnen) en Anne (Duits: Annenhof). Lühnen was een ‘semi-landgoed’ (Duits: Beigut, Estisch: poolmõis), een landgoed dat deel uitmaakt van een groter landgoed, in dit geval Sommerpahlen (Sõmerpalu). In 1766 werd het een zelfstandig landgoed, maar in 1867 kwam het weer terug onder Sommerpahlen. Annenhof was op zijn beurt een semi-landgoed onder Lühnen, dat gesticht werd in 1793.
In Lilli-Anne staat nog een landhuis, een eenvoudig gebouw met één woonlaag, dat waarschijnlijk dateert uit het eind van de 19e eeuw.
In 1977 werd uit een deel van Lilli-Anne en een deel van het buurdorp Mustja het dorp Osula gevormd.

## Heimtali
Tussen 1912 en 1939 lag bij Lilli-Anne een Duitse nederzetting, Heimtal (Estisch: Heimtali), waar ongeveer veertig families woonden, die afkomstig waren uit het Oekraïense Wolynië. De semi-landgoederen Lühnen, Annenhof, Mustel en Petrimois gingen in Heimtal op. De Duitsers hadden een eigen school en toen ze in 1939 moesten vertrekken als gevolg van het Molotov-Ribbentroppact, was een eigen kerkje in aanbouw. In de volgende jaren werd het kerkje afgebouwd en in gebruik genomen als kantoor door de plaatselijke kolchoz. In 1993 werd het overgedragen aan de lutherse kerk van Urvaste, die het als bijkerk in gebruik nam. De kerk, die Heimtali Peetri kirik (kerk van Sint-Pieter in Heimtali) wordt genoemd, staat in Lilli-Anne.

## Foto's

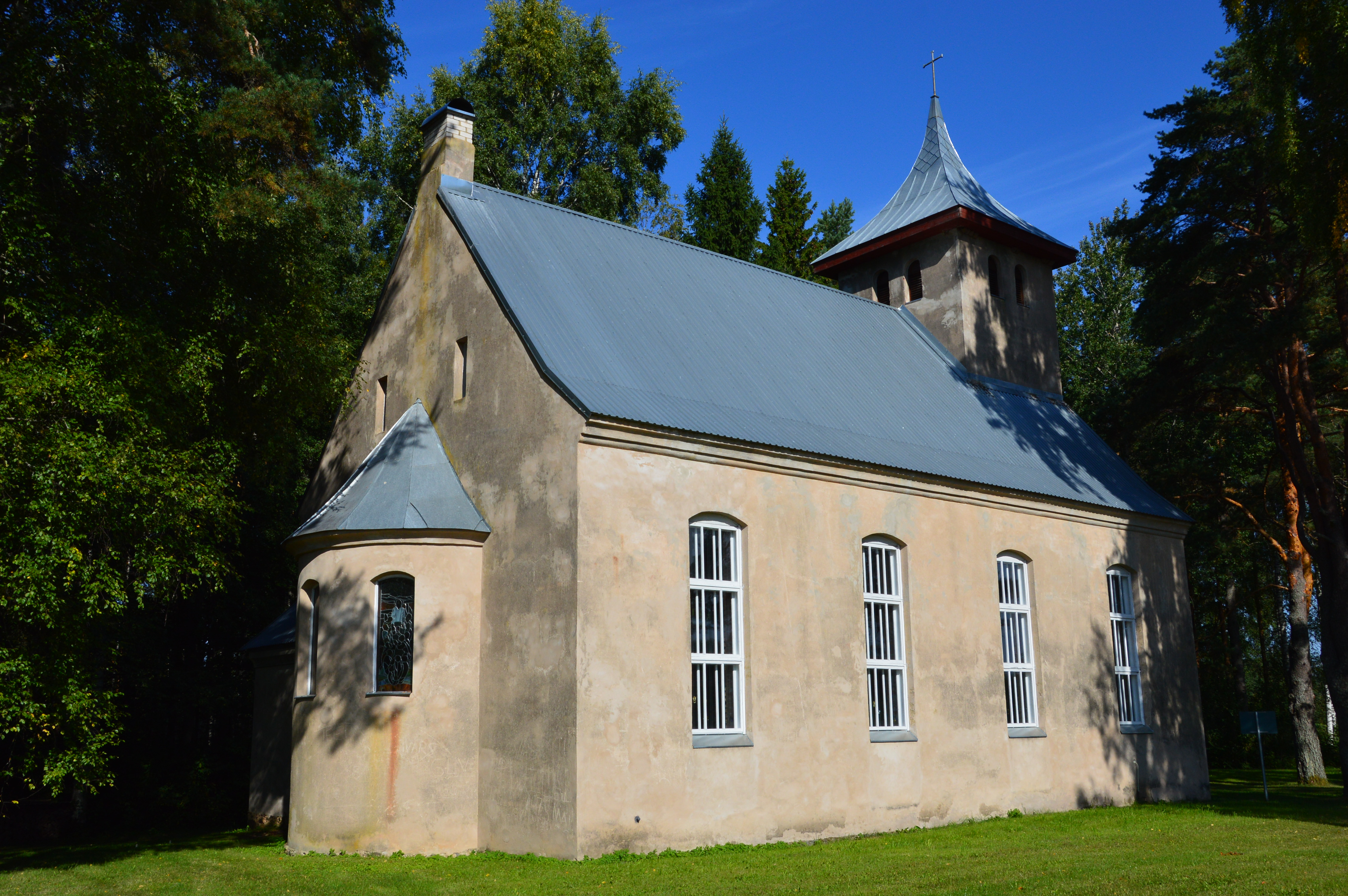
De kerk van Heimtali
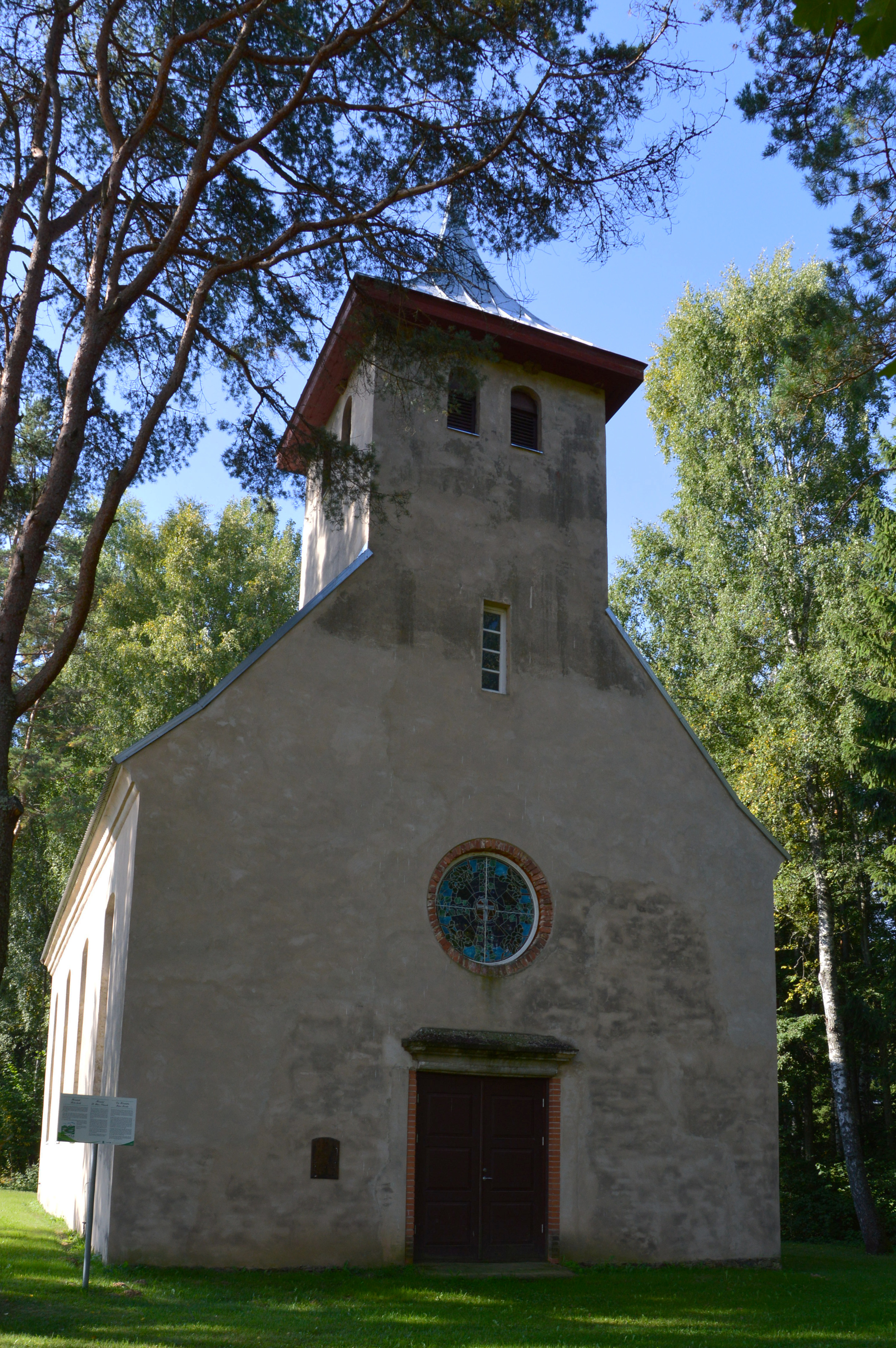
Vooraanzicht
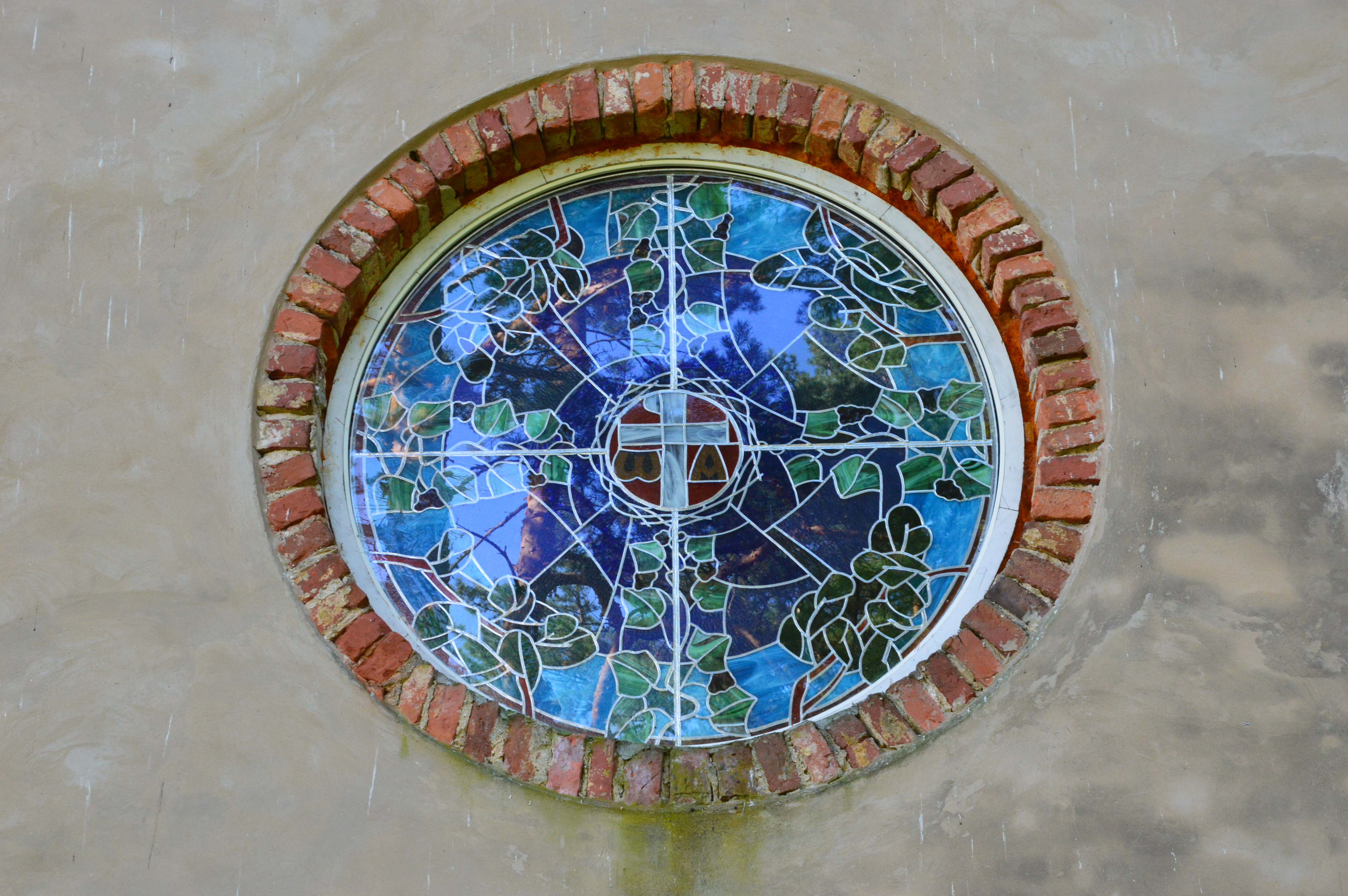
Glas-in-loodraam